# Newgatefängelset

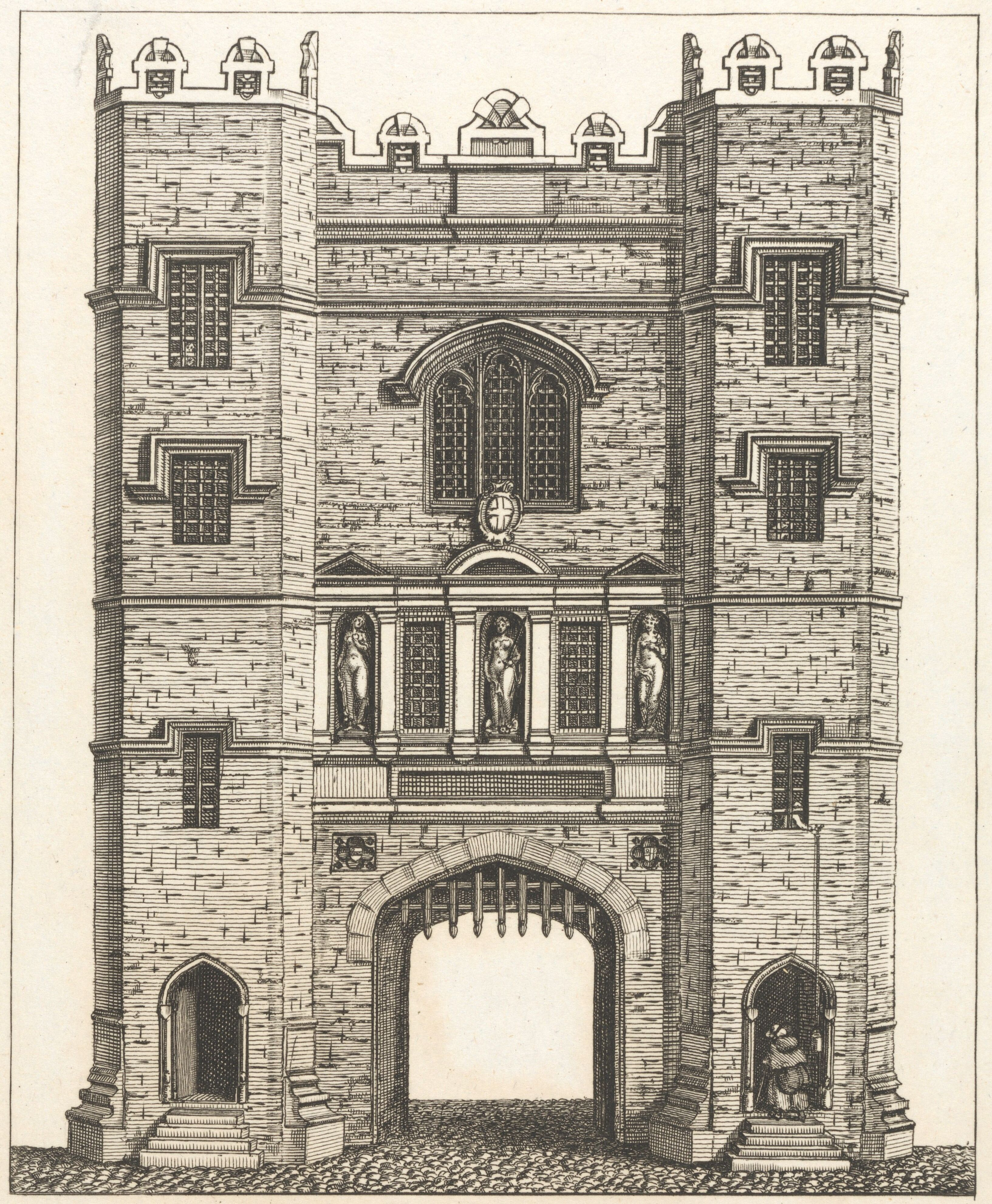
Det gamla Newgatefängelset, som ersattes under 1700-talet.

Newgatefängelset var ett fängelse i London, England, i korsningen Newgate Street-Old Bailey. I bruk åren 1188-1902.
År 1770 påbörjades en ombyggnad av fängelset. Det nya fängelset följde architecture terrible, en arkitektonisk stil menad att ingjuta skräck i alla som såg det, och därmed motverka lagbrott. Byggnaden delades in i två sektioner: ett område för fattiga fångar och ett bekvämare område för rika fångar. 
Byggandet av det andra Newgate-fängelset var nästan färdigt när det stormades av en mob under Gordons upplopp i juni 1780. Byggnaden sattes i eld och väggarna skadades allvarligt. Ett budskap gjordes på fängelsets väggar sägs ha meddelat att fångarna släppts på auktoritet av "His Majesty, King Mob."
Det nya fängelset slutfördes 1782.
Under det tidiga 1800-talet engagerade sig den sociala reformatorn Elizabeth Fry i Newgatefängelset. Hon var särskilt bekymrad över de förhållanden där kvinnliga fångar (och deras barn) hölls. Som följd av hennes arbete gjordes förbättringar i levnadsstandarden på fängelset.
Fängelset revs 1902 för uppförandet av en domstolsbyggnad för Central criminal court.

## Kända fångar
- Daniel Defoe - författaren av Robinson Crusoe.
- Kapten Kidd - pirat, hängdes här 1701.
- Jonathan Wild - legendarisk tjuv.